# Sedrick Ellis
Sedrick Ellis (født 9. maj 1985 i Chino, Californien, USA) er en tidligere amerikansk football-spiller, der spillede som defensive lineman for NFL-holdet New Orleans Saints. Han spillede for holdet hele sin NFL-karriere, startende i 2008 og sluttende i 2012. I 2010 var han med til at vinde Super Bowl XLIV efter sejr over Indianapolis Colts.

## Klubber
- 2008-2012: New Orleans Saints